# 606. pehotni polk (Wehrmacht)
Za druge 606. polke glejte 606. polk.
606. pehotni polk (izvirno nemško Infanterie-Regiment 606) je bil eden izmed pehotnih polkov v sestavi redne nemške kopenske vojske med drugo svetovno vojno.

## Zgodovina
Polk je bil ustanovljen 14. junija 1941 kot polk 16. vala v WK XVII.
17. junija 1941 je bil polk preimenovan v 606. pehotni nadomestni polk, dodeljen 204. pehotni nadomestni brigadi in poslan v Rajhovski komisariat Ostland.